# Línia Hibiya
La Tokyo Metro Hibiya Line (東京地下鉄日比谷線, Tōkyō Chikatetsu Hibiya-sen) és una línia de metro, propietat i explotada per l'empresa Tokyo Metro, situada a Tòquio, Japó. El nom de la línia ve arran del districte de Hibiya, lloc per on passa.

## Introducció
La Hibiya Line té com a terminals l'estació de Naka-Meguro i Kita-Senju. El recorregut de la línia és similar al de la de Ginza Line. La línia Hibiya va ser dissenyada per cobrir districtes importants de la ciutat, com Ebisu, Roppongi, Tsukiji, Kayabachō o Senju, que no estaven connectades amb una línia. Més enllà de les capçaleres de la línia, la Hibiya Line també dona servei a la Tōkyū Tōyoko Line fins a Kikuna o a la Tōbu Isesaki Line fins a Tōbu-Dōbutsu-Kōen.
Segons estudis de la Tokyo Metropolitan Bureau of Transportation fets al juny del 2009, la línia és la 8a més col·lapsada de la xarxa, arribant al 164% de la seva capacitat entre les estacions de Minowa i Iriya.
Als mapes, diagrames i senyals, la línia es mostra utilitzant el color "platejat" (▉), i les seves estacions són números combinats amb la lletra H.

## Història
La Hibiya Line va ser la tercera línia de metro construïda després de la Ginza Line i la Marunouchi Line.
La línia va ser planejada per un comitè del Ministeri de Transports el 1957. S'anomenaria Line 2 (Línia 2), i connectaria Naka-Meguro al sud-oest de Tòquio amb Kita-Koshigaya al nord-est. No es va construir l'extensió del nord-est de la línia, ja que la línia del Tobu Railway va agafar el recorregut, ampliant en 4 vies per tal de satisfer la demanda.

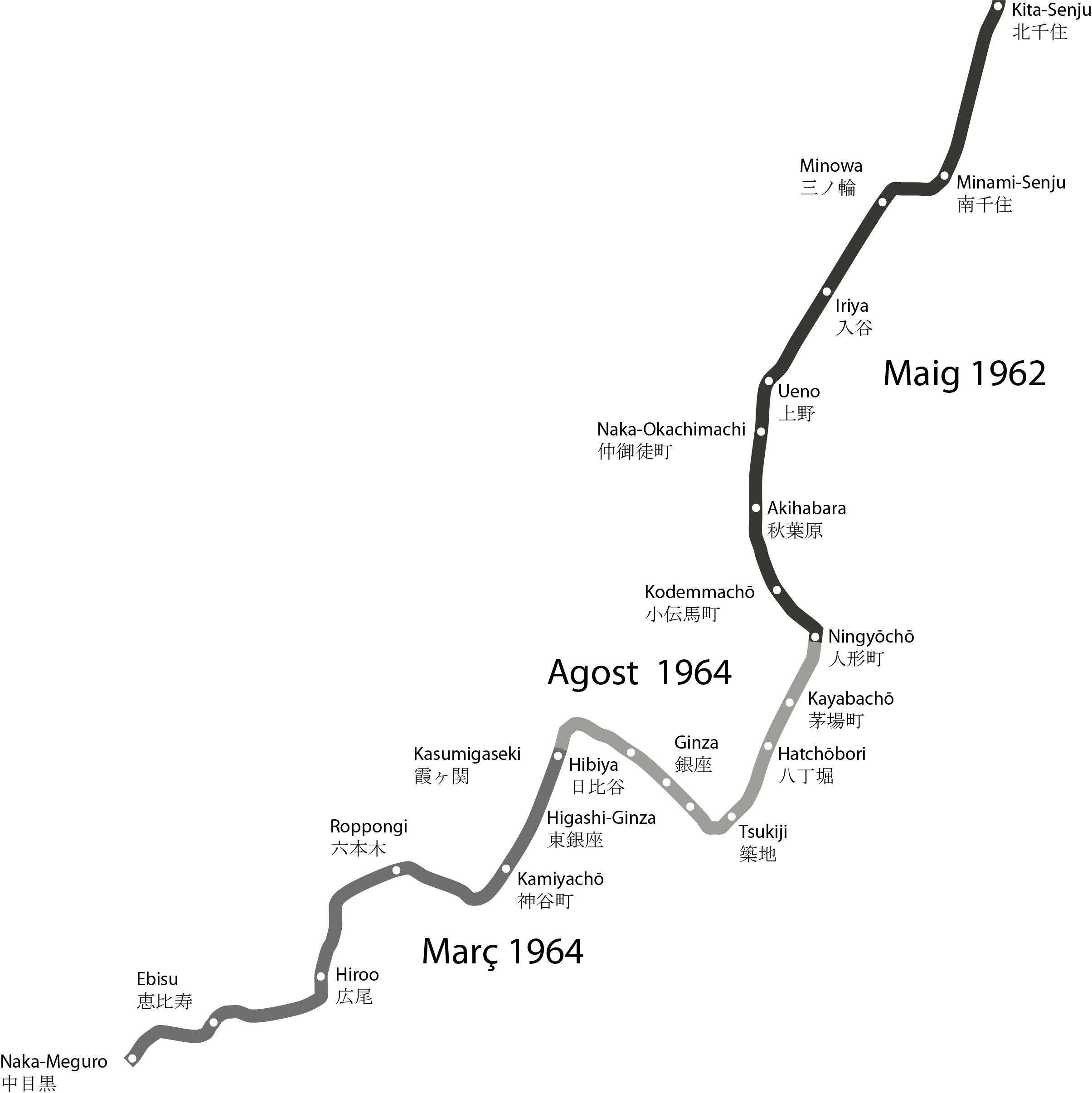
Les fases d'obertura de la línia

La construcció de la línia començà el 1959, obrint-se la primera secció el març del 1961. La línia es va obrir en fases:
- Tram Nord: Kita-Senju - Ningyōchō: maig 1962
- Tram Sud: Naka-Meguro - Kasumigaseki: març 1964
- Tram Central (unint la línia finalment): Higashi-Ginza - Kasumigaseki: 29 d'agost 1964

La línia es va completar només unes setmanes abans dels Jocs Olímpics d'Estiu de 1964. Això suposà una embranzida per l'empresa Teito Rapid Transit Authority (la predecessora de l'avui dia Tokyo Metro), ja que l'Asakusa Line, de la "competidora" Toei (Tokyo Metropolitan Bureau of Transportation, pública) havia també de ser completada pels jocs no va poder complir amb els terminis de temps establerts, i va romandre en construcció durant les olimpíades.
La línia va ser un dels objectius a l'atemptat de gas sarin de l'any 1995.
El 8 de març del 2000, 5 persones van morir i 63 resultaren ferides quan un tren de la línia va descarrilar.

## Estacions

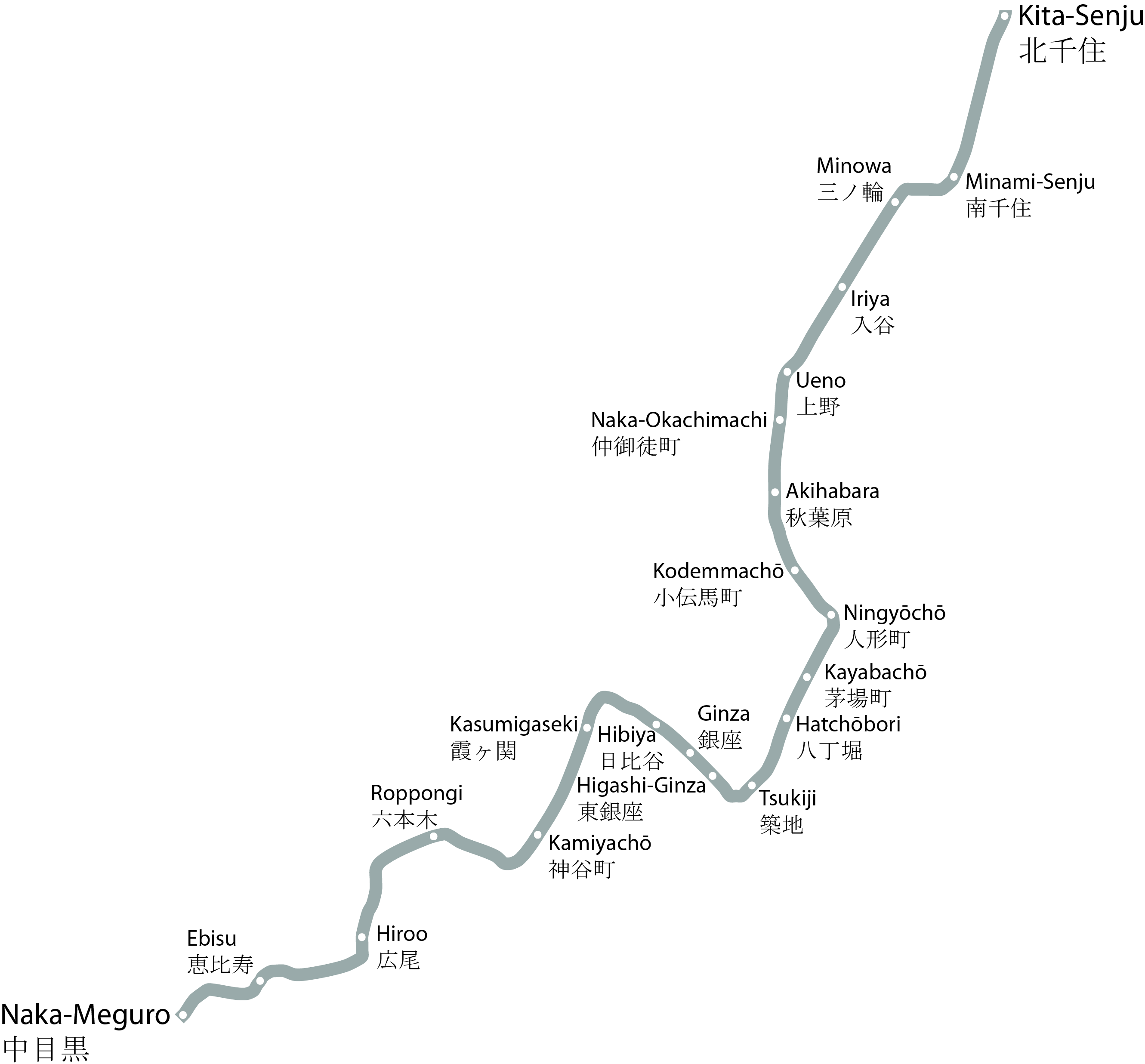
Mapa geogràfic aproximat de la Hibiya Line

Totes les estacions se situen a Tòquio.
| Estació Número   | Imatge           | Estació          | Japonès  | Distància (km)  | Distància (km) | Enllaç | Situació |
| Estació Número   | Imatge           | Estació          | Japonès  | Entre estacions | Total          | Enllaç | Situació |
| ---------------- | ---------------- | ---------------- | -------- | --------------- | -------------- | --- | -------- |
| Naka-Meguro      | Naka-Meguro      | Naka-Meguro      | 中目黒   | -               | 0.0            | Tōkyū Tōyoko Line (Servei fins a Kikuna) | Meguro   |
| Ebisu            | Ebisu            | Ebisu            | 恵比寿   | 1.0             | 1.0            | Yamanote Line, Saikyō Line, Shōnan-Shinjuku Line | Shibuya  |
| Hiroo            | Hiroo            | Hiroo            | 広尾     | 1.5             | 2.5            | | Minato   |
| Roppongi         | Roppongi         | Roppongi         | 六本木   | 1.7             | 4.2            | Toei Ōedo Line (E-23) | Minato   |
| Kamiyachō        | Kamiyachō        | Kamiyachō        | 神谷町   | 1.5             | 5.7            | | Minato   |
| Kasumigaseki     | Kasumigaseki     | Kasumigaseki     | 霞ケ関   | 1.3             | 7.0            | Tokyo Metro Marunouchi Line (M-15), Tokyo Metro Chiyoda Line (C-08) | Chiyoda  |
| Hibiya           | Hibiya           | Hibiya           | 日比谷   | 1.2             | 8.2            | Tokyo Metro Chiyoda Line (C-09), Tokyo Metro Yūrakuchō Line (Yūrakuchō: Y-18) Toei Mita Line (I-08) Yamanote Line, Keihin-Tōhoku Line (Yūrakuchō) | Chiyoda  |
| Ginza            | Ginza            | Ginza            | 銀座     | 0.4             | 8.6            | Tokyo Metro Ginza Line (G-09), Marunouchi Line (M-16) | Chūō     |
| Higashi-Ginza    | Higashi-Ginza    | Higashi-Ginza    | 東銀座   | 0.4             | 9.0            | Toei Asakusa Line (A-11) | Chūō     |
| Tsukiji          | Tsukiji          | Tsukiji          | 築地     | 0.6             | 9.6            | | Chūō     |
| Hatchōbori       | Hatchōbori       | Hatchōbori       | 八丁堀   | 1.0             | 10.6           | Keiyō Line | Chūō     |
| Kayabachō        | Kayabachō        | Kayabachō        | 茅場町   | 0.5             | 11.1           | Tokyo Metro Tōzai Line (T-11) | Chūō     |
| Ningyōchō        | Ningyōchō        | Ningyōchō        | 人形町   | 0.9             | 12.0           | Toei Asakusa Line (A-14) | Chūō     |
| Kodemmachō       | Kodemmachō       | Kodemmachō       | 小伝馬町 | 0.6             | 12.6           | | Chūō     |
| Akihabara        | Akihabara        | Akihabara        | 秋葉原   | 0.9             | 13.5           | Yamanote Line, Keihin-Tōhoku Line, Chūō-Sōbu Line Tsukuba Express (01) | Chiyoda  |
| Naka-Okachimachi | Naka-Okachimachi | Naka-Okachimachi | 仲御徒町 | 1.0             | 14.5           | Tokyo Metro Ginza Line (Ueno-Hirokōji: G-15) Toei Ōedo Line (Ueno-Okachimachi: E-09) Yamanote Line, Keihin-Tōhoku Line (Okachimachi) | Taitō    |
| Ueno             | Ueno             | Ueno             | 上野     | 0.5             | 15.0           | Tokyo Metro Ginza Line (G-16) Tōhoku Shinkansen, Yamagata Shinkansen, Akita Shinkansen, Jōetsu Shinkansen, Nagano Shinkansen, Yamanote Line, Keihin-Tōhoku Line, Tōhoku Main Line (Utsunomiya Line), Takasaki Line, Jōban Line Keisei Main Line (Keisei-Ueno) | Taitō    |
| Iriya            | Iriya            | Iriya            | 入谷     | 1.2             | 16.2           | | Taitō    |
| Minowa           | Minowa           | Minowa           | 三ノ輪   | 1.2             | 17.4           | Toden Arakawa Line (Minowabashi) | Taitō    |
| Minami-Senju     | Minami-Senju     | Minami-Senju     | 南千住   | 0.8             | 18.2           | Jōban Line Tsukuba Express (04) | Arakawa  |
| Kita-Senju       | Kita-Senju       | Kita-Senju       | 北千住   | 2.1             | 20.3           | Tokyo Metro Chiyoda Line (C-18) Jōban Line Tōbu Isesaki Line (Servei fins a Tōbu-Dōbutsu-Kōen) Tsukuba Express (05) | Adachi   |

1. ↑  Naka-Meguro està compartida per la Tokyu Corporation i Tokyo Metro; Tokyu Corporation és qui s'encarrega de l'estació.
2. ↑  L'estació de Kita-Senju està compartida per Tokyo Metro i JR East; però Tokyo Metro s'encarrega de l'estació.

## Material rodant
Els trens que circulen a la Hibiya Line són en majoria els de la Sèrie 13000.